# Chemisch afval

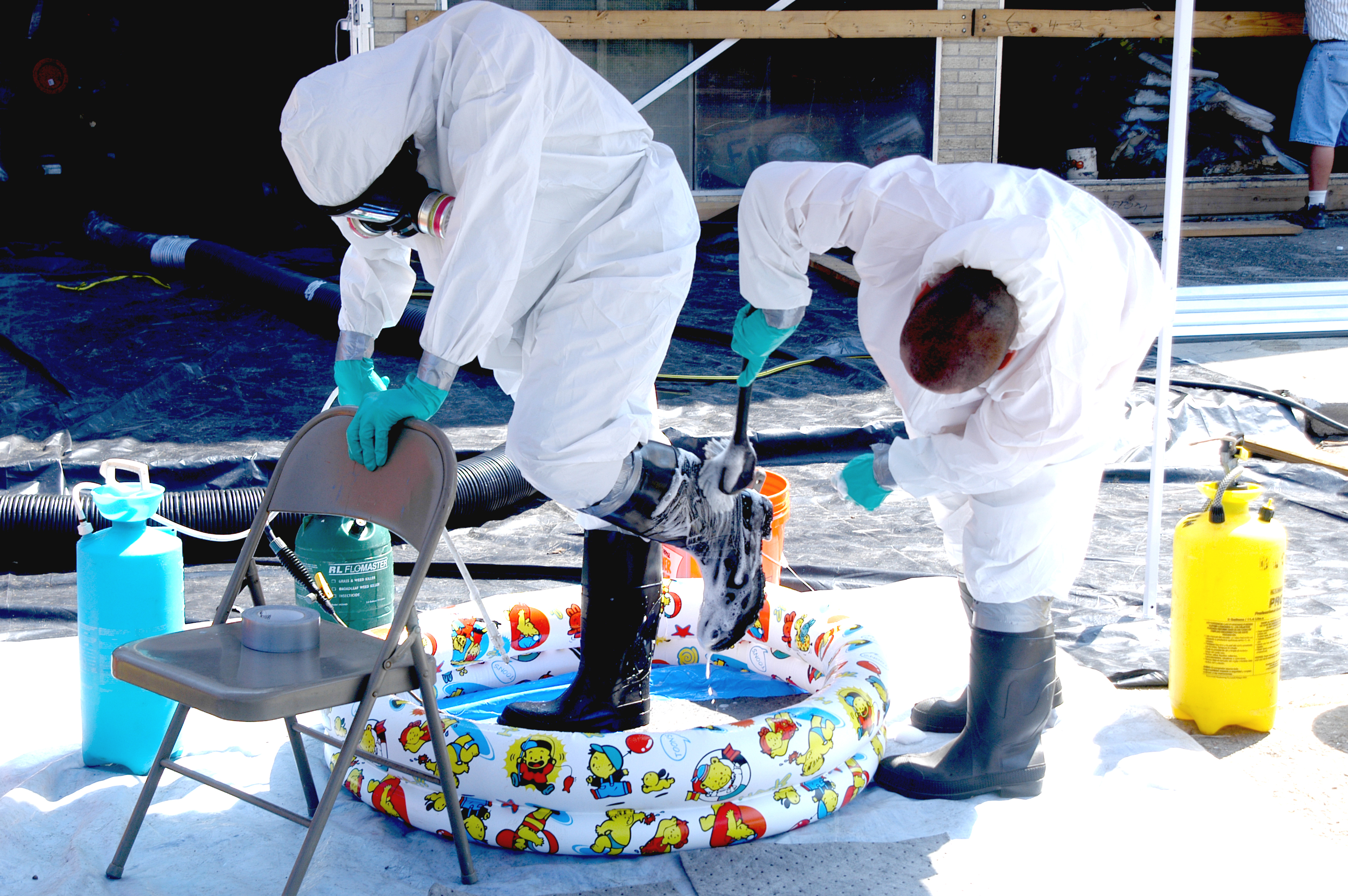
Een opruimer van chemisch afval wordt door een collega schoon geschrobd

Chemisch afval of giftig(e) afval(stoffen) is afval afkomstig van chemicaliën of gebruik van chemicaliën.
Onder de noemer van chemisch afval valt een breed spectrum van afvalstoffen. Dergelijke afvalstoffen variëren van onschuldig tot giftig. Chemisch afval komt direct of indirect vrij bij het gebruik van chemicaliën. Er moet een opsplitsing gemaakt worden tussen chemisch afval afkomstig van huishoudelijk en ander gebruik. Chemisch afval afkomstig van huishoudelijk gebruik, wordt dikwijls afzonderlijk opgehaald. Hiertoe behoren onder andere gebruikte batterijen en resten van verfstoffen. Men noemt dit type afval dikwijls Klein Chemisch Afval of Klein Gevaarlijk Afval en wordt behandeld in een afzonderlijk artikel (Klein Chemisch Afval). KCA bevat meestal verschillende typen verontreinigingen door elkaar in dezelfde verpakking en is daardoor relatief moeilijk te verwerken. Verder bestaat chemisch afval afkomstig van laboratoriumanalysen, voornamelijk uit goed bekende, maar gebruikte vloeibare of vaste chemicaliën. Chemisch afval afkomstig van laboratoriumanalysen en huishoudelijk gebruik wordt in kleine hoeveelheden aangemaakt en is meestal schadelijk voor de gezondheid. Daarentegen wordt industrieel chemisch afval in grote hoeveelheden geproduceerd, terwijl de giftigheid varieert van inert en onschadelijk tot dodelijk giftig.
Tot chemisch afval behoren bijna alleen gasvormige, vloeibare of opgeloste afvalstoffen. Gevaarlijke gasvormige afvalstoffen zijn streng gereglementeerd en de uitstoot wettelijk gelimiteerd. Door middel van bijvoorbeeld absorptie, filtering en verbranding van afvalgassen wordt de grootste hoeveelheid gasvormig chemisch afval afgevangen en omgezet in onschadelijke gassen, vloeibaar of vast chemisch afval. Het resterend gasvormig chemisch afval is dan aanwezig in kleine concentraties en meestal niet meer milieugevaarlijk. Uitzonderingen hierop vormen zeer gespreide lozingen van bijvoorbeeld chloorhoudende verbindingen, cfk's en vluchtige oplosmiddelen die onder bepaalde omstandigheden aanleiding geven tot afbraak van de ozonlaag of smogvorming. Gespreide lozingen zijn afkomstig van kleine niet te zuiveren hoeveelheden of lekken in buizen en dichtingen van machineparken.
De klassering, inzameling, soort opslag en verwerking van chemisch afval is afhankelijk van land tot land, vanwege het verschil in wetgeving.

## Verschillende typen chemisch afval
Verschillende soorten stoffen kunnen onderscheiden worden. Als gevolg hiervan kan chemisch afval onderverdeeld worden in de volgende typen:

### Zouten
Zouten zijn veelal onschuldig, met uitzondering van de zouten van zware metalen, zoals kwik, lood, cadmium en thallium, alsook aziden en cyaniden. In grote tot zeer grote concentraties beïnvloeden zouten het milieu, door de verandering van de geleidbaarheid van water en verandering van de osmotische waarde. Een hoge osmotische waarde van oppervlaktewater zorgt ervoor dat vissen uitdrogen en sterven.

### Zuren en basen
Zuren en basen komen normaal gezien als afvalstof in vloeibare vorm voor, doorgaans in een waterige oplossing. Zuren en basen werken vaak sterk corroderend, waardoor metalen aangetast kunnen worden. Bij productie van kleine hoeveelheden van deze stoffen wordt getracht om de vervuiling zo geconcentreerd mogelijk in te zamelen. Indien dit niet mogelijk is dan zal bij de afvalwaterzuivering neutralisatie toegepast worden met goedkope zuren en basen, zoals azijnzuur of natriumcarbonaat. Bij afvoer van zuur en basisch afvalwater via de riolering worden lage concentraties gemiddeld door lozingen met huishoudelijk afvalwater en afvalwater uit andere bedrijven. Daarom hebben lage concentraties zuren en basen een beperkte invloed op de omgeving.

### Zware metalen
Zware metalen komen ofwel in vaste vorm ofwel in opgeloste toestand voor (een uitzondering hierop vormt metallisch kwik dat vloeibaar is bij kamertemperatuur). In vaste vorm zijn zware metalen vrij gemakkelijk in te zamelen. Ze komen voor in onder andere batterijen. Zware metalen in opgeloste toestand (onder de vorm van metaalionen) zijn afkomstig van verschillende industrietakken, waaronder de galvanische industrie. Zware metalen worden uit water verwijderd door neerslagreacties, ionenuitwisseling of door elektrochemische reductie.

### Cyaniden
Cyaniden zijn dodelijk giftig. Ze worden op de plaats van gebruik meestal zelf onschadelijk gemaakt door oxidatie tot cyanaten met behulp van bijvoorbeeld bleekwater. Indien dit niet kan, moeten zij opgeslagen worden in een basische oplossing, aangezien door contact met zuren het dodelijke blauwzuurgas vrijgezet wordt.

### Oxidatoren en reductoren
Deze stoffen kunnen bij opname de oxidatietoestand van atomen in moleculen (bijvoorbeeld enzymen, coenzymen en genetisch materiaal) aanwezig in het lichaam veranderen. Daardoor kunnen ze allerlei levensfuncties negatief beïnvloeden en moet hun lozing in het milieu vermeden worden. Hexavalente chroomverbindingen, zoals chromaten en dichromaten, zijn de meest bekende kankerverwekkende producten uit deze categorie.

### Vluchtige stoffen
Tot de vluchtige stoffen worden onder andere organische oplosmiddelen, cfk's en ammoniak gerekend. Organische solventen komen vrij bij industriële producties om reagentia op te lossen. Deze chemicaliën zijn dikwijls brandbaar, waardoor speciale voorzieningen getroffen dienen te worden bij opslag. Vluchtige stoffen kunnen afgevangen worden door verbranding, absorptie of adsorptie.

### Slakken
Slakken zijn een relatief kleine groep afvalstoffen, gelijkend op keramische materialen. Dergelijke chemische afvalstoffen zijn inert en ongevaarlijk en worden dikwijls gebruikt als bouwmateriaal. Deze restproducten komen slechts vrij bij een beperkt aantal toepassingen zoals staalproductie of gebruikte airbags.

### Gecontamineerd of vervuild glas
Gecontamineerd of vervuild glas is glas dat sporen van chemicaliën bevat. Dergelijk chemisch afval is afkomstig van bijvoorbeeld gebroken laboratoriumglaswerk (zoals kolven) of verpakkingsafval. Vervuild glas heeft vaak een kleine invloed op de gezondheid of het milieu door de lage concentraties chemicaliën dat het bevat. In het laboratorium worden organische resten uit glaswerk gehaald door ze te behandelen met koningswater of met een piranha-oplossing.

## Afvalbronnen
Chemisch afval komt vrij bij talloze toepassingen zowel bij gebruik als bij de industriële productie. Kleinschalige afvalbronnen komen voor bij bijvoorbeeld laboratoriumanalysen of huishoudelijke materialen zoals batterijen, verven en dergelijke. Typische grootschalige afvalbronnen zijn: 
- nevenproducten bij industriële synthesen: wanneer in een chemisch bedrijf reacties uitgevoerd worden, zorgen onzuivere grondstoffen, nevenreacties en isomerisatiereacties ervoor dat naast het gewenste product ook ongewenste nevenproducten gemaakt worden. Bij de nevenproducten rekent men ook materialen die buiten de specificaties liggen, zoals ze door de fabrikant bepaald werden.
- solventen bij synthesen: voor talloze chemische reacties moeten de beginproducten in oplossing zijn. Deze oplosmiddelen zijn veelal organisch, bijvoorbeeld aceton, alcohol en hexaan. Organische solventen komen dan in grote hoeveelheden vrij (enkele duizenden liter per batch product) en worden indien mogelijk gerecycleerd door destillatie.
- niet gereageerd beginproduct: chemische reacties zijn nooit volledig aflopend waardoor er beginproduct overblijft. In andere gevallen wordt dan weer een overmaat van een van de beginproducten toegevoegd om de reactie-efficiëntie (ten opzichte van een duurder product) te verhogen.
- machines: machineparken leveren een diversiteit aan afvalstoffen toe. Typisch chemisch afval in deze categorie is afkomstig van motorolie of transformatorolie. Door langdurig gebruik en verhitting treden in deze inerte oliën toch reacties op met vorming van bijvoorbeeld dioxinen. Verder zijn industriële machineparken soms onverwachte afvalbronnen door ophoping van stofdeeltjes en chemicaliën. Bij transportbanden waarover ertsen getransporteerd blijven sommige selectief achter. Zo kunnen kaliumertsen na jaren gebruik aanleiding geven tot radioactief materiaal, vermits een van de isotopen van kalium radioactief is.
- wasinstallaties: bij wasinstallaties worden behalve zeep, soms producten zoals NaOH gebruikt. Voor zepen dient zo veel mogelijk gebruikgemaakt te worden van bioafbreekbare zepen. Deze zepen zijn niet toxisch, terwijl voor de afbraak door micro-organismen enkel zuurstof nodig is. Op deze wijze is voor de afvalbehandeling enkel een klassieke waterzuiveringsinstallatie nodig. Bij gebruik van NaOH, moet deze base eerst geneutraliseerd worden.
- luchtzuiveringsinstallaties: de diverse typen luchtzuiveringsinstallaties leveren behalve de stoffen die ze wegzuiveren, ook afvalwater, solventen (die gebruikt werden als absorbens) of actieve kool (voor het wegzuiveren van heel kleine hoeveelheden hinderlijke of giftige stoffen) op.

## Recyclage
Vaak kan chemisch afval hergebruikt of gerecycleerd worden. Zo zijn (zware) metalen bijvoorbeeld onbeperkt recycleerbaar. Bovendien vinden eindmaterialen buiten specificaties dikwijls nog toepassing als grondstof in hetzelfde productieproces. Een zeer grote afvalbron vormen gebruikte organische oplosmiddelen afkomstig van chemische reacties, extractie-, en schoonmaakprocessen. Via destillatie met nauwkeurige temperatuurcontrole worden deze producten herwonnen.
Gebruikte chemicaliën vinden ook toepassing als grondstof voor de productie van andere chemicaliën. Een vaak gebruikte techniek is vergassing. Hierbij worden organische producten verhit in zuurstofvrije atmosfeer en in aanwezigheid van water. Met het aangemaakte CO en H2 zijn basisbestanddelen voor tal van chemische reacties: bijvoorbeeld bij hydrogeneringsreacties, methanolproductie, ethanolproductie en de aanmaak van kunstmatige benzine.
Een volgende mogelijkheid wordt geboden door energierecuperatie. Hierbij verbrandt men enkel het organisch chemisch afval, waarbij men de warmte gebruikt voor de elektriciteitsproductie of als warmtebron bij synthesen.